# Destilación con efecto salino
La destilación con efecto salino es un método de destilación extractiva en el que se disuelve una sal en la mezcla de líquidos a destilar. La sal actúa como un agente de separación elevando la volatilidad relativa de la mezcla y rompiendo cualquier azeótropo que de otro modo pueda formarse. 

## Configuración
La sal se alimenta a la columna de destilación a una velocidad constante agregándola a la corriente de reflujo en la parte superior de la columna.  Se disuelve en la fase líquida y, como no es volátil, fluye con la corriente de fondos más pesados.  Los fondos se evaporan parcial o totalmente para recuperar la sal y reutilizarla. 

## Uso
La destilación extractiva es más costosa que la destilación fraccionada ordinaria debido a los costos asociados con la recuperación del agente de separación. Una ventaja de la destilación de efecto salino sobre otros tipos de destilación azeotrópica es la posibilidad de reducir los costos asociados con el uso de energía. Además, los iones de sal tienen un mayor efecto sobre la volatilidad de la mezcla a destilar que otros agentes separadores de líquidos.  El uso comercial de la destilación con efecto salino incluye agregar nitrato de magnesio a una solución acuosa de ácido nítrico para concentrarlo más.  El cloruro de calcio se agrega a las mezclas de acetona-metanol y agua - isopropanol para facilitar la separación.